# Nobunari Oda
Pour les articles homonymes, voir Oda (homonymie).
Nobunari Oda, né le 25 mars 1987 à Takatsuki, est un patineur artistique japonais. Il est champion du monde junior 2005 et champion du Japon 2009. En outre, il a remporté l'or aux Championnats des quatre continents 2006.

## Biographie

### Vie personnelle
Oda est le 17e descendant direct de Nobunaga Oda, un daimyo qui a conquis la quasi-totalité du Japon lors de l'époque Sengoku.
Oda a vécu en Ontario au Canada, lorsqu'il s'entraînait à la Mariposa School of Skating. En 2009, il vit à Hackensack au New Jersey pour s'entraîner avec Nikolai Morozov.

### Carrière

#### Saison 2001/2002 - Niveau junior
Lors la saison 2001/2002, Oda se classe 4e aux championnats du Japon junior. Il est alors invité à participer aux championnats du Japon de niveau senior, où il termine 16e.

#### Saison 2002/2003
Oda fait ses débuts au Grand Prix junior lors de la saison 2002/2003. Il remporte une médaille d'argent au Grand Prix de Slovaquie derrière le russe Alexander Shubin, qui deviendra le champion de la Finale du Grand Prix junior. Oda termine 7e au Grand Prix d'Italie, sa deuxième assignation. Aux championnats du Japon junior, Oda remporte une médaille de bronze et est invité à nouveau aux championnats senior. Il y termine 4e.

#### Saison 2003/2004
Durant la saison 2003/2004, Oda remporte 2 médailles à ses assignations au Grand Prix junior. Ce qui lui permet de se qualifier pour la Finale du Grand Prix junior, pour la seule et unique fois de sa carrière. Il y termine 8e. Aux championnats du Japon junior, il remporte la médaille d'argent et obtient une place pour les championnats du monde junior. Aux championnats du monde senior, il se classe 5e. Oda se classe 11e aux championnats du monde junior.

#### Saison 2004/2005
Oda participe encore au Grand Prix junior lors de la saison 2004/2005. Il remporte une médaille de bronze au Grand Prix d'Ukraine derrière son compatriote Yasuharu Nanri et l'américain Dennis Phan, qui obtiendront plus tard des médailles lors de la Finale du Grand Prix junior. Oda remporte l'or aux championnats du Japon junior et le bronze au niveau senior. Se qualifiant pour les championnats du monde junior, il remporte le titre mondial.

#### Saison 2005/2006 - Niveau senior
Oda passe au niveau senior lors de la saison olympique 2005/2006. En tant que champion du monde junior en titre, il obtient des assignations au Grand Prix de niveau senior. Il fait une entrée remarquée en remportant le bronze à Skate Canada et l'or au Trophée NHK, en battant le médaillé de bronze en titre des championnats du monde 2005, l'américain Evan Lysacek, et le favori de la compétition, Daisuke Takahashi. Oda se qualifie pour la Finale, où il termine 4e.
Lors des championnats du Japon, Oda est proclamé vainqueur jusqu'au moment où un problème technique avec le logiciel de notation soit découvert. Oda avait effectué trop de combinaisons et n'avait pas été pénalisé comme il aurait dû l'être. Après la correction des notes, Oda est relégué au deuxième rang.
Le Japon n'a droit qu'à une seule place pour les Jeux olympiques et les championnats du monde. La fédération japonaise décide donc de partager ses 2 assignations internationales. Elle envoie Oda aux championnats du monde et Takahashi aux Jeux olympiques. Lors des championnats du monde, les premiers pour Oda, il termine 4e et permet ainsi au Japon d'hériter de 2 places pour 2007.

#### Saison 2006/2007
Lors de la saison 2006/2007, Oda remporte l'or à Skate America devant Evan Lysacek et termine 2e derrière son compatriote Daisuke Takahashi lors du Trophée NHK. Oda se qualifie à nouveau pour la Finale du Grand Prix, où il termine 3e. Aux championnats du Japon, Oda remporte la médaille d'argent pour une 2e année consécutive. Lors des championnats du monde, qui ont lieu à Tokyo, Oda exécute à nouveau trop de combinaisons et est relégué à la 7e place.
Le 26 juillet 2007, Oda est arrêté pour avoir conduit son cyclomoteur sous l'emprise de l'alcool. Oda s'en excuse publiquement mais doit annuler sa participation à un spectacle de patinage artistique. Le 2 août 2007, la fédération japonaise de patinage artistique décide de le suspendre des compétitions nationales jusqu'à la fin octobre et des compétitions internationales jusqu'à la fin décembre. Dans sa sentence, la fédération japonaise le condamne de plus à une amende et à des travaux d'intérêt public. Sa suspension le force à déclarer forfait de ses deux assignations au Grand Prix (Skate Canada et Trophée Éric-Bompard), mais il peut participer aux championnats du Japon et ainsi tenter d'obtenir une place pour les championnats du monde 2008.

#### Saison 2007/2008
À la suite de son forfait du Grand Prix 2007/2008, Oda décide de ne pas participer aux championnats du Japon, se disant stressé. Durant l'été 2008, Oda quitte son entraîneur, Lee Barkell, pour se tourner vers Nikolai Morozov.

#### Saison 2008/2009
Il commence sa saison 2008/2009 en participant au Nebelhorn Trophy, qu'il gagne. Par la suite, il remporte le Karl Schäfer Memorial. Oda obtient une assignation au Trophée NHK, qu'il gagne également. En possession d'une seule assignation, il ne peut pas se qualifier pour la Finale du Grand Prix. Il remporte finalement les championnats du Japon en l'absence de son rival Diasuke Takahashi. Il se qualifie pour les Championnats des quatre continents et pour les championnats du monde où il termine respectivement 4e et 7e.

#### Saison 2009/2010
Durant la saison 2009/2010, Oda remporte le Trophée de France. Classé 2e à l'issue du programme court, il s'impose devant le Tchèque Tomáš Verner. Il est attendu à la Coupe de Chine.

### Changement d'entraîneur
Oda s'entraîne avec Lee Barkell à la Mariposa School of Skating jusqu'en mai 2008. Il se tourne alors vers Morozov. Oda partage son temps d'entraînement à Hackensack au New Jersey avec Morozov et à Osaka avec sa mère Noriko Oda.

## Palmarès
| Compétition                   | 2002    | 2003    | 2004    | 2005    | 2006    | 2007    | 2008    | 2009    | 2010    | 2011    | 2012    | 2013    | 2014    | ... | 2025    |  |  |  |  |
| Jeux olympiques d'hiver       |         |         |         |         |         |         |         |         | 7e      |         |         |         |         |     |         |  |  |  |  |
| Championnats du monde         |         |         |         |         | 4e      | 7e      |         | 7e      | 28e     | 6e      |         |         |         |     |         |  |  |  |  |
| Quatre continents             |         |         |         |         | 1er     | F       |         | 4e      | F       | F       |         |         |         |     |         |  |  |  |  |
| Championnats du Japon         | 16e     | 6e      | 5e      | 3e      | 2e      | 2e      | F       | 1er     | 2e      | 2e      | F       | 4e      | 4e      |     | 4e      |  |  |  |  |
| Championnats du monde juniors |         |         | 11e     | 1er     |         |         |         |         |         |         |         |         |         |     |         |  |  |  |  |
|                               |         |         |         |         |         |         |         |         |         |         |         |         |         |     |         |  |  |  |  |
| Grand Prix ISU                | 2001/02 | 2002/03 | 2003/04 | 2004/05 | 2005/06 | 2006/07 | 2007/08 | 2008/09 | 2009/10 | 2010/11 | 2011/12 | 2012/13 | 2013/14 | ... | 2024/25 |  |  |  |  |
| Finale du Grand Prix          |         |         |         |         | 4e      | 3e      |         |         | 2e      | 2e      |         |         | 3e      |     |         |  |  |  |  |
| Skate America                 |         |         |         |         |         | 1er     |         |         |         | 2e      |         |         |         |     |         |  |  |  |  |
| Skate Canada                  |         |         |         |         | 3e      |         | F       |         |         | 2e      |         | 3e      | 3e      |     |         |  |  |  |  |
| Coupe de Chine                |         |         |         |         |         |         |         |         | 1er     |         | 2e      |         |         |     |         |  |  |  |  |
| Trophée de France             |         |         |         |         |         |         | F       |         | 1er     |         | 7e      |         |         |     |         |  |  |  |  |
| Coupe de Russie               |         |         |         |         |         |         |         |         |         |         |         | 5e      |         |     |         |  |  |  |  |
| Trophée NHK                   |         |         |         |         | 1er     | 2e      |         | 1er     |         |         |         |         | 2e      |     |         |  |  |  |  |
| Légende : F = Forfait         |         |         |         |         |         |         |         |         |         |         |         |         |         |     |         |  |  |  |  |

## Source de la traduction
- (en) Cet article est partiellement ou en totalité issu de l’article de Wikipédia en anglais intitulé « Nobunari Oda » (voir la liste des auteurs).